# 多夫日克 (瓦爾基區)
49°47′25″N 35°41′52″E / 49.79028°N 35.69778°E
多夫日克（烏克蘭語：Довжик）是位於烏克蘭東部的村莊，由哈爾科夫州博霍杜希夫區的瓦爾基市鎮負責管轄。該村始建於1750年，面積2.84平方公里，海拔高度164米，2001年人口26，人口密度每平方公里9.15人。